# نیروهای مسلح جمهوری ویتنام
نیروهای مسلح جمهوری ویتنام (به ویتنامی : Quân lực Việt Nam Cộng hòa) نیروهای رسمی دفاع مسلح جمهوری سابق ویتنام بودند و از زمان استقلال این کشور از فرانسه در اکتبر ۱۹۵۵ مسئولیت دفاع از کشور را به عهده داشتند که در سال ۱۹۷۵ منحل شدند.

## شاخه‌ها
نیروی‌های مسلح جمهوری ویتنام به‌طور رسمی در تاریخ ۳۰ دسامبر ۱۹۵۵ توسط اولین رئیس‌جمهور ویتنام جنوبی نگو دینه دیم تاسیس شد، که در ۲۶ اکتبر همان سال پس از پیروزی در یک همه‌پرسی تقلبی دربارهٔ آینده کشور ویتنام اعلام شد. این نیروهای مسلح که از واحدهای کمکی استعماری هندوچینی ارتش اتحادیه سابق فرانسه (به فرانسوی: Supplétifs) ایجاد شده بودند، در اوایل ژوئیه ۱۹۵۱ در ارتش ملی ویتنام به رهبری فرانسه (ویتنامی: Quân Đội Quốc Gia Việt Nam) ادغام شدند. نیروهای مسلح دولت جدید به ترتیب در اواسط دهه ۱۹۵۰ از شاخه‌های زمینی، هوایی و دریایی تشکیل شده بودند:
- ارتش جمهوری ویتنام
- نیروی هوایی جمهوری ویتنام
- نیروی دریایی جمهوری ویتنام
- بخش دریایی جمهوری ویتنام

نقش آنها به شرح زیر تعریف شده‌است : برای محافظت از حاکمیت ملت آزاد ویتنام و جمهوری؛ برای حفظ نظم سیاسی و اجتماعی و حاکمیت قانون با تأمین امنیت داخلی؛ برای دفاع از جمهوری تازه استقلال یافته ویتنام در برابر تهدیدهای خارجی (و داخلی). و سرانجام، برای کمک به اتحاد مجدد ویتنام - که از زمان توافق ژنو در ژوئیه ۱۹۵۵ به دو کشور انتقالی تقسیم شده‌است، یکی در شمال تحت حاکمیت حزب مارکسیست حزب لائی دونگ هوشی مین و دیگری در جنوب.